# فرانسیس لی
فرانسیس لی (انگلیسی: Francis Lee؛ زادهٔ ۲۹ آوریل ۱۹۴۴ – درگذشتهٔ ۲ اکتبر ۲۰۲۳) بازیکن فوتبال اهل انگلستان بود که سابقهٔ بازی در تیم ملی فوتبال انگلستان را در کارنامهٔ خود داشت. وی در تاریخ ۱۱ دسامبر ۱۹۶۸ نخستین بازی ملی خود را در مقابل تیم ملی فوتبال بلغارستان انجام داد و با حضور در ۲۷ بازی ملی، در تاریخ ۲۹ آوریل ۱۹۷۲ واپسین بازی ملی‌اش را در برابر تیم ملی فوتبال آلمان غربی برگزار کرد.
این بازیکن توانست در بازی‌های ملی، ۱۰ گل به ثمر برساند.

## افتخارات

### منچسترسیتی
- لیگ سطح اول انگلستان: ۱۹۶۸
- جام حذفی فوتبال انگلستان: ۱۹۶۹
- جام اتحادیه باشگاه‌های انگلستان: ۱۹۷۰
- سوپرجام فوتبال انگلستان: ۱۹۶۸ , ۱۹۷۲
- جام در جام اروپا: ۱۹۷۰

### دربی کانتی
- لیگ سطح اول انگلستان: ۱۹۷۵
- سوپرجام فوتبال انگلستان: ۱۹۷۵

### فردی
- کفش طلای لیگ انگلستان: ۱۹۷۲
- توپ طلا ۱۹۶۹: سیزدهم
- تالار مشاهیر فوتبال انگلستان
- بازیکن سال باشگاه منچسترسیتی: ۱۹۷۰
- بهترین گلزن فصل منچسترسیتی (پنج فصل): ۱۹۶۹, ۱۹۷۰(مشترک), ۱۹۷۱(مشترک), ۱۹۷۲, ۱۹۷۴
- نشان امپراتوری بریتانیا